# Valérie Deloge
Valérie Deloge (ur. 9 maja 1966 w Fontenay-aux-Roses) – francuska polityk, rolniczka i działaczka samorządowa, posłanka do Parlamentu Europejskiego X kadencji.

## Życiorys
Z zawodu rolniczka, zajęła się hodowlą zwierząt w La Genête. Zaangażowała się w działalność polityczną w ramach Zjednoczenia Narodowego. W 2021 została radną regionu Burgundia-Franche-Comté. W wyborach w 2024 z listy RN uzyskała mandat deputowanej do Europarlamentu X kadencji.